# Jean-Baptiste Lesueur (homme politique)
Pour les articles homonymes, voir Jean-Baptiste Lesueur.
Jean-Baptiste Lesueur est un homme politique français né et décédé à une date inconnue.
Avocat, administrateur du département, il est député de l'Orne de 1791 à 1792. Il est aux côtés de Louis XVI lors de la journée du 20 juin 1792.

## Sources
- « Jean-Baptiste Lesueur (homme politique) », dans Adolphe Robert et Gaston Cougny, Dictionnaire des parlementaires français, Edgar Bourloton, 1889-1891 [détail de l’édition]